# Mercedes Trimarchi
Mercedes Trimarchi (Tandil; 28 de agosto de 1980) es una docente y política argentina de orientación trotskista, morenista, militante de Izquierda Socialista, parte del Frente de Izquierda y de Trabajadores - Unidad. Desde 2019 hasta 2020 fue diputada de la provincia de Buenos Aires.En 2024 asumió como legisladora en CABA.
Es dirigente de la agrupación Isadora - Mujeres en Lucha. Es licenciada en Comunicación Social (UBA) graduada en 2008 con su tesis sobre el código contravencional de la Ciudad de Buenos Aires y la criminalización a las travestis. Formó parte de la campaña por el aborto legal. Actualmente trabaja de docente en escuelas secundarias y escribe semanalmente en el periódico El Socialista.

## Carrera política

### Diputada Bonaerense 2019 - 2020
Por el acuerdo base del frente, asumió la banca provincial el 28 de noviembre de 2019, supliendo la licencia de Guillermo Kane del PO, hasta el 14 de mayo de 2020 cuando se efectivizó la rotación de la banca del Frente de Izquierda. Mercedes Trimarchi, de Izquierda Socialista, dejó su banca para que asumiera Claudio Dellecarbonara del PTS. La experiencia de Mercedes en la Legislatura bonaerense fue muy positiva, a pesar de las pocas sesiones que hubo durante el año pasado. Sobresalió en la pelea contra las políticas de ajuste de Vidal y Kicillof, siendo representante del único bloque que se opuso a las ajustadoras leyes de emergencia que privilegiaron el pago de la deuda y hoy sufren los bonaerenses. También presentó un proyecto contra los despidos y suspensiones que, lamentablemente, no encontró respuesta alguna entre los bloques de Cambiemos y el peronismo, y que hubiera permitido defender miles de fuentes laborales. Preguntada por un periodista sobre la actividad parlamentaria bonaerense, Mercedes no se privó de denunciar que “la Legislatura es una cueva de bandidos”.
Durante su mandato, la banca del Frente de Izquierda estuvo abierta a los reclamos e iniciativas de trabajadoras y trabajadores en lucha. Impulsó, por ejemplo, el proyecto de regulación de la actividad de acompañantes terapéuticos, abriendo el despacho para que las compañeras se organizaran y dieran pelea por su aprobación. De igual manera, estuvo a disposición de los trabajadores de la papelera Ansabo, de Quilmes, en su pelea por la expropiación.
Como referente de la agrupación de Mujeres Isadora, y en el marco del masivo 34° encuentro que se realizó en la ciudad de La Plata, presentó un proyecto de ley para que se declare la emergencia en violencia de género con presupuesto para combatirla sobre la base del no pago de la deuda y que con ese dinero se construyan refugios para asistir a las víctimas. Como parte de la Campaña Nacional por el Derecho al Aborto, denunció en la Cámara bonaerense la hipocresía de legisladores de todos los partidos mayoritarios que le dan la espalda al movimiento feminista y se niegan a aprobar el derecho al aborto porque priorizan su alianza con las iglesias.
Al estallar la rebelión del pueblo chileno, en octubre del año pasado, la banca impulsó la lucha internacionalista. La Asamblea de Chilenes de La Plata recibió su solidaridad y realizó en conjunto una audiencia pública para difundir sus reclamos y la denuncia de la brutal represión del gobierno de Piñera.
Estudiantes terciarios bonaerenses también recibieron el apoyo de la banca del FIT, ejercida por Mercedes en su reclamo por el boleto gratuito provincial. Durante el mes de febrero, con la presencia de representantes de varios centros de estudiantes terciarios de la provincia, se realizó una conferencia de prensa para difundir su reclamo. Una pelea que tuvo grandes avances, lográndose la implementación del boleto terciario gratuito en algunos municipios.

### Legisladora Porteña 2024 - actualidad
Asumió el 13 de junio de 2024 como Legisladora de la Ciudad Autónoma de Buenos Aires, tras la renuncia de Alejandrina Barry del PTS, según el acuerdo de rotación de bancas del Frente de Izquierda.

## Participación en Isadora
Junto a otras militantes de Izquierda Socialista como Angelica Lagunas, Liliana Olivero, Mercedes de Mendieta integra la conducción de esta agrupación nacional. En este marco realizó durante 2018 una gira feminista por Brasil junto al partido hermano de Izquierda Socialista, CST. La gira se dio luego del asesinato de la concejala del PSOL, Marielle Franco. La misma tuvo como ejes continuar la lucha por justicia para la concejala y socializar la experiencia de la lucha del movimiento de mujeres en Argentina por el aborto legal e intercambiar experiencias con las mujeres brasileñas que están impulsando la pelea por sus derechos en su país.

## Participación en la Campaña Nacional por el Derecho al Aborto
Participa en la Campaña Nacional por el Derecho al Aborto Legal, Seguro y Gratuito desde el año 2005. Durante el tratamiento en comisiones de la ley de interrupción del embarazo en 2018 hizo su ponencia a favor del aborto legal seguro y gratuito.

## Historial electoral
En las elecciones de 2017 integró la lista de candidatos a diputados provinciales del Frente de Izquierda y de los Trabajadores por la tercera sección electoral de la provincia de Buenos Aires, detrás de Guillermo Kane (PO). Por el acuerdo base del frente, asumió la banca provincial en 2019, en reemplazo de Kane.
En las elecciones de 2019 se presentó como candidata a vicegobernadora de la provincia de Buenos Aires por el Frente de Izquierda y de Trabajadores-Unidad, conformando la fórmula junto a Christian Castillo (PTS) obteniendo un 3,05%.